# Flo Windey
Florence Windey, beter bekend als Flo Windey (Etterbeek, 14 juli 1995) is een Belgische presentatrice en sociale media-persoonlijkheid. 

## Biografie
Windey studeerde 1 jaar Toegepaste Economische Wetenschappen en schakelde toen over op Journalistiek aan AP Hogeschool. Ze volgde daarna de studie Toegepaste Audiovisuele Communicatie aan Thomas More. In tussentijd kwam ze als reporter terecht bij radiozender Studio Brussel. Daar startte ze haar carrière in 2015 toen ze het Snapchat-account van de radiozender overnam. 
In 2019 verwierf ze bekendheid dankzij de online Studio Brussel-reeksen Flowjob en Faqda, waarin ze verschillende moeilijke onderwerpen bovenhaalt met zowel bekende als onbekende Vlamingen. Flowjob kwam tot stand tijdens de zomer van 2018 nadat Windey aan haar volgers op Instagram gevraagd had welke vragen zij hadden over seks. Nadat haar inbox overspoeld was met vragen, besloot Studio Brussel op zoek te gaan naar antwoorden hierop in een videoreeks op YouTube. Ook kwam er een artikelenreeks waarin besproken onderwerpen diepgaander werden toegelicht. Met 740.000 weergaven werd Flowjob een succes. In februari 2020 kreeg de reeks een tweede seizoen.
In 2020 kreeg Windey een eigen talkshow op VTM 2 met de naam Club Flo, die beschreven werd als een seks-en-drugsreportagemagazine. De jongerenserie kreeg een spin-off in de vorm van Club Flo Doc, waarin Windey buitenlandse reportages presenteerde. Begin 2021 kreeg Windey de prijs van Beste Explainer op de eerste editie van de Jamies, een prijsuitreiking voor Vlaamse online videomakers.
Naast humor en een passie voor muziek en filmpjes kaart Windey vaak thema’s als body positivity en discriminatie aan via haar sociale media. In 2021 speelde ze mee in De Slimste Mens ter Wereld. Ze speelde twee afleveringen mee en won er een. Begin 2025 nam ze deel aan het televisieprogramma De Expeditie: Namibië.

## Prijzen
| Jaar | Prijs     | Categorie       | Resultaat |
| ---- | --------- | --------------- | --------- |
| 2021 | De Jamies | Beste explainer | Gewonnen  |

## Trivia
- Ze won in 2015 een wedstrijd van Studio Brussel waarna ze 24 uur lang het Snapchat-profiel van Fok de blok mocht overnemen.[9]